# Apostolska nunciatura v Lesotu
Apostolska nunciatura v Lesotu je diplomatsko prestavništvo (veleposlaništvo) Svetega sedeža v Lesotu.
Trenutni apostolski nuncij je Peter Bryan Wells.

## Seznam apostolskih nuncijev
- John Gordon (19. avgust 1967 - 1971)
- Alfredo Poledrini (20. september 1971 - 18. september 1978)
- Edward Idris Cassidy (25. marec 1979 - 6. november 1984)
- Joseph Mees (19. januar 1985 - oktober 1987)
- Ambrose Battista De Paoli (6. februar 1988 - 11. november 1997)
- Manuel Monteiro de Castro (7. marec 1998 - 1. marec 2000])
- Blasco Francisco Collaço (24. junij 2000 - avgust 2006)
- James Patrick Green (6. september 2006 - 15. oktober 2011)
- Mario Roberto Cassari (17. marec 2012 - 22. maj 2015)
- Peter Bryan Wells (13. februar 2016 - danes)